# Marquesat de Villarreal
El Marquesat de Villareal és un títol originari de Portugal, on va ser atorgat en 1591 a Pedro Meneses.
El títol es troba vacant després de la defunció en 2013 de l'últim titular, Victoria Eugenia Fernández de Còrdova i Fernández de Henestrosa (1917-2013), XII marquesa de Villarreal, XIV duquessa de Camiña, XVIII duquessa de Sogorb i XVIII duquessa de Medinaceli, etc. (en total: nou ducats, dinou marquesats, dinou comtats, quatre vescomtats, catorze vegades Gran d'Espanya, i Adelantada Mayor de Andalusia... Veure llista completa aquí).

## Armes
«En camp d'or, una cadena, de azur, posada en banda.»

## Marquesos de Vila-real
| Titular                           | Període                                                                                      |                                   |
| Creació en 1660 pel rei Felipe IV | Creació en 1660 pel rei Felipe IV                                                            | Creació en 1660 pel rei Felipe IV |
| --------------------------------- | -------------------------------------------------------------------------------------------- | --------------------------------- |
| I                                 | María Beatriz Meneses i Noroña                                                               | 1660-1668                         |
| II                                | Pedro Damián Lugardo de Meneses Portocarrero                                                 | 1668-1704                         |
| III                               | Luisa-Feliciana de Portocarrero Meneses i Noroña                                             | 1704-?                            |
| IV                                | Guillén Ramón de Montcada Portocarrero i Meneses                                             | ?-1727                            |
| V                                 | María Teresa de Montcada i Benavides                                                         | 1727-1756                         |
| VI                                | Pedro d'Alcántara Fernández de Còrdova i Montcada                                            | 1756-1789                         |
| VII                               | Luis-Tomás Fernández de Còrdova-Figueroa                                                     | 1789-1806                         |
| VIII                              | Luis-Joaquín Fernández de Còrdova-Figueroa                                                   | 1806-1840                         |
| IX                                | Luis (Tomás de Villanueva) Fernández de Còrdova-Figueroa i Ponce de León                     | 1840-1873                         |
| X                                 | Luis (María de Constantinopla) Fernández de Còrdova-Figueroa de la Truja i Pérez de Barradas | 1873-1879                         |
| XI                                | Luis-Jesús Fernández de Còrdova i Salabert                                                   | 1880-1956                         |
| XII                               | Victoria Eugenia Fernández de Còrdova i Fernández de Henestrosa                              | 1959-2013                         |
| Vacant per defunció des de 2013   |                                                                                              |                                   |

## Història dels marquesos de Vila-real
- María Beatriz Meneses i Noroña (1615-1668), I marquesa de Villarreal, IX marquesa de Villarreal (portuguès), III duquessa de Camiña (portuguès).

Li va succeir el seu fill:
- Pedro Damián Lugardo de Meneses Portocarrero (1640-1704), II marquès de Vila-real, IV duc de Camiña.

Li va succeir la seva germana:
- Luisa-Feliciana de Portocarrero Meneses i Noroña, III marquesa de Villarreal, V duquessa de Camiña.

Li va succeir el seu fill:
- Guillén Ramón de Montcada, Portocarrero i Meneses (1671-1727), IV marquès de Villarreal, VI duc de Camiña.

Li va succeir la seva filla:
- María Teresa de Montcada i Benavides (1707-1756), V marquesa de Vila-real, VII duquessa de Camiña.

- Pedro d'Alcántara Fernández de Còrdova i Montcada (1730-1789), VI marquès de Vila-real, VIII duc de Camiña, XII duc de Sogorb, XII duc de Medinaceli... (34 títols en total).

Li va succeir el seu fill:
- Luis-Tomás Fernández de Còrdova-Figueroa (1749-1806), VII marquès de Vila-real, IX duc de Camiña, XIII duc de Sogorb, XIII duc de Medinaceli, etc.

Li va succeir el seu fill:
- Luis-Joaquín Fernández de Còrdova-Figueroa (1780-1840), VIII marquès de Villarreal, X duc de Camiña, XIV duc de Sogorb, XIV duc de Medinaceli, etc.

Li va succeir el seu fill:
- Luis (Tomás de Villanueva) Fernández de Còrdova-Figueroa i Ponce de León (1813-1873), IX marquès de Villarreal, XI duc de Camiña, XV duc de Sogorb, XV duc de Medinaceli, etc.

Li va succeir el seu fill:
- Luis (María de Constantinopla) Fernández de Còrdova-Figueroa de la Truja i Pérez de Barradas (1851-1879), X marquès de Villarreal, XII duc de Camiña, XVI duc de Sogorb, XVI duc de Medinaceli, etc.

Li va succeir, en 1880, el seu fill:
- Luis-Jesús Fernández de Còrdova i Salabert (1879-1956), XI marquès de Villarreal, XIII duc de Camiña, XVII duc de Sogorb, XVII duc de Medinaceli, etc.

Li va succeir, en 1959, la seva filla:
- Victoria Eugenia Fernández de Còrdova i Fernández de Henestrosa (1917-2013), XII marquesa de Villarreal, XIV duquessa de Camiña, XVIII duquessa de Sogorb i XVIII duquessa de Medinaceli, etc. (en total: nou ducats, dinou marquesats, dinou comtats, quatre vizcondados, catorze vegades Gran d'Espanya, i Avançada Major d'Andalusia... Veure llista completa aquí).